# Pont-Arcy
Pont-Arcy település Franciaországban, Aisne megyében. Lakosainak száma 118 fő (2022. január 1.). Pont-Arcy Bourg-et-Comin, Moussy-Verneuil, Saint-Mard, Soupir és Viel-Arcy községekkel határos.

## Népesség
A település népességének változása:
| Lakosok száma | 123  | 113  | 110  | 127  | 131  | 129  | 127  | 127  | 124  | 118  |
|               | 1968 | 1982 | 1990 | 2006 | 2013 | 2015 | 2017 | 2019 | 2020 | 2022 |